# Flensburger Segel-Club

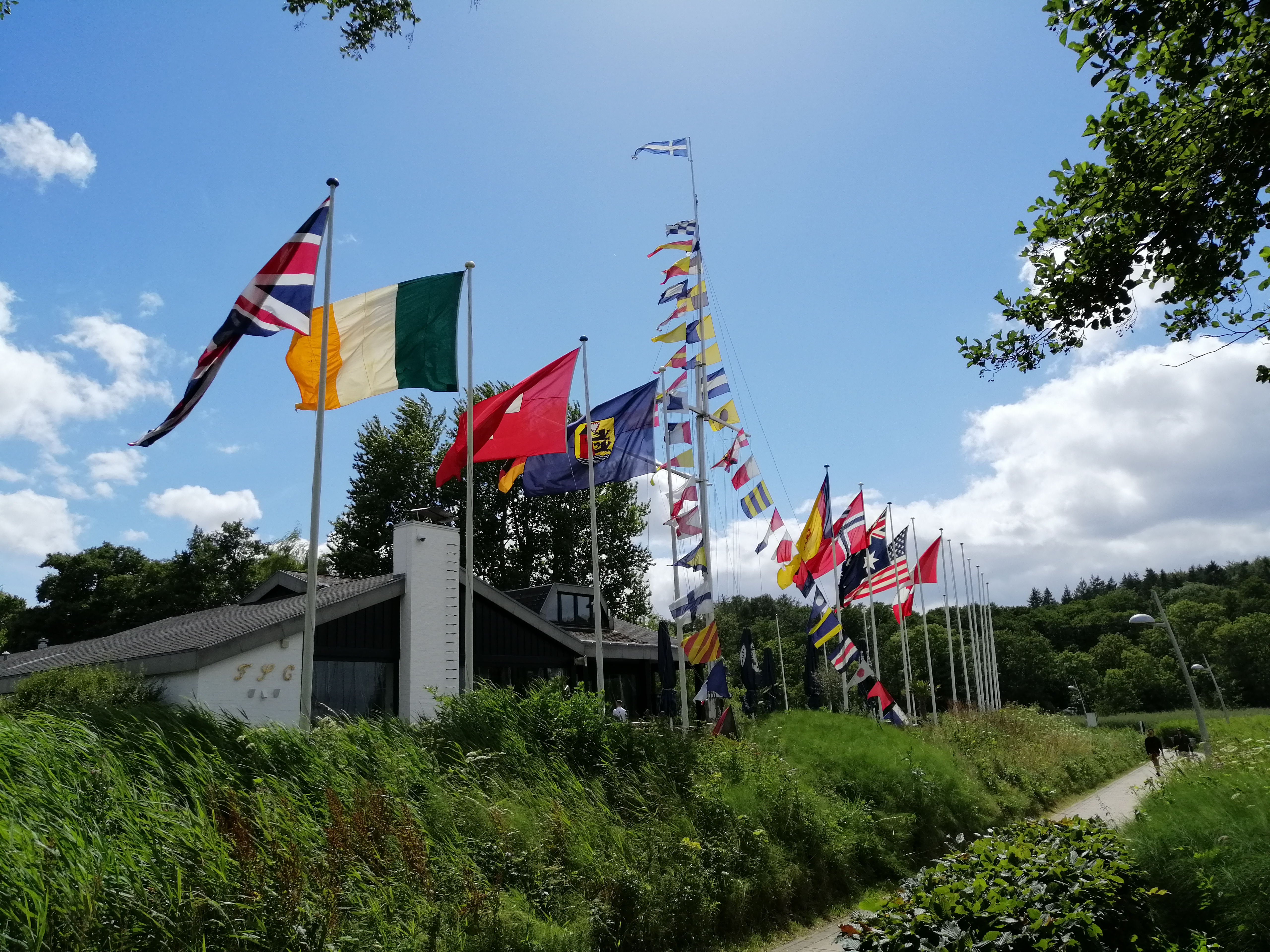
Flensburger Segel-Club, Clubhaus mit Flaggenmast (2022)

Der heutige Flensburger Segel-Club e. V. (FSC) wurde am 17. Mai 1890 als Flensburger Segel-Klub im Bahnhofshotel (heute: Europahaus am ZOB) in Flensburg gegründet. 12 Gründungsväter wählten in der Gründungsversammlung den Schiffsreeder und Stadtrat Heinrich Schuldt zu dem ersten Vorsitzenden des FSC.

## Revier und Stander
Das unmittelbare Revier des FSC ist die Flensburger Innen- und Außenförde. In den Anfangsjahren des Clubs wurde überwiegend auf der Innenförde gesegelt. Wer aber auf die Außenförde segeln wollte, musste die Zollgrenze passieren, die damals von Holnis Drei in Angeln durch die Flensburger Förde nach Brunsnis in Sundewitt (Broager) verlief. Die Zollstelle auf der Halbinsel Holnis überwachte den ein- und ausgehenden Schiffsverkehrs und war von Sonnenaufgang bis Sonnenuntergang geöffnet. Zur Zollabfertigung mussten alle Schiffe – auch Sportyachten – in der Nähe der Dienststelle vor Anker gehen und warten, bis die Zöllner herausgerudert kamen. Yachten, die ein Clubmitglied an Bord hatten und eine Clubflagge zeigten, waren von dieser zeitraubenden Prozedur befreit. Um ihren Clubmitgliedern ein „Freipassieren“ der Zollstelle zu ermöglichen, wurde auf der Generalversammlung des FSC am 6. Juni 1897 die Einführung eines dreieckigen hellblauen Clubstanders mit stehendem weißen Kreuz beschlossen und erstmals bei der Regatta am 11. Juli 1897 auf allen Booten gezeigt. Das „Freipassieren“ konnte allerdings erst ab 1901 nach erfolgreichem Antrag beim preußischen Finanzministerium realisiert werden, das der erste Kommodore des FSC, Herzog Friedrich Ferdinand (Schleswig-Holstein-Sonderburg-Glücksburg) maßgeblich bewirkt hatte.

## Bootshafen

### Flensburg
Der FSC ist ursprünglich ein Flensburger Klub und die Boote lagen im ersten Jahrzehnt seines Bestehens ohne fest zugewiesenen Platz verstreut an Brücken und Pfählen vor der Ballastbrücke im Flensburger Hafen. 1901 erhielt der FSC eine Land- und Wasserfläche wie gewünscht an der Nordseite des Hakens bei Vith nördlich der Ziegeleibrücke im Hafen. 1922 wurde der Beschluss zum Bau eines eigenen Clubhauses mit der Finanzierung auf dem Wege der Umlage gefasst und 1924 eingeweiht. 1945 wurde es bei einer Explosion des alten Marinemunitionslagers schwer beschädigt, aber wieder aufgebaut und konnte nach Beendigung der Noteinquartierung von Flüchtlingen 1949 wieder als Clubhaus genutzt werden.

### Glücksburg
1934 wurde in Quellental mit dem Bau eines Bootshafens durch die Stadt Flensburg im Rahmen von Notstandsarbeiten begonnen, an die ein Gedenkstein im Hafen erinnert. 1935 wurde der erste Hafenabschnitt mit einer 80 Meter Längsbrücke eingeweiht. 1937 umfasste der fertige Bootshafen eine 220 Meter lange Längsbrücke, eine 80 Meter lange Querbrücke mit Schwellbrettern, Flaggenmast und einer inneren Querbrücke. 1939 mussten die unkonservierten Festmacherpfähle wegen Bohrwurmbefall durch Eichenstämme ersetzt werden. Hochwasser und Eisgang beschädigten die Hafenanlagen, die bis 1941 zweimal ersetzt werden mussten. Der Hafen in Glücksburg war ursprünglich als Schutzhafen gedacht, er entwickelte sich in den 1950er Jahren immer mehr zum eigentlichen Segelhafen. Im Flensburger Hafen konnten die Yachten wegen der ständigen Dünung nicht mehr gefahrlos an ihren Festmachertonnen liegen. Im Herbst 1956 wurde der Yachthafen Glücksburg durch einen schweren NNO-Sturm fast vollständig zerstört, aber wieder aufgebaut. Die Stadt Flensburg kündigte den Pachtvertrag der Vereinsanlagen am Ballastkai im Flensburger Hafen, um diesen zu erweitern, und so kaufte der Flensburger Segel-Club 1960 den Yachthafen Quellental (Glücksburg) und ein 15.000 m² großes Gelände neben der Hanseatischen Yachtschule, auf dem 1961 eine Bootshalle und 1965/1966 ein neues Clubhaus entstanden. 1980 wurde das Clubhaus durch einen Anbau eines modernen Sanitärgebäudes mit Dusch-Wasch- und Regattaräumen erweitert. 1988 wurde erneut umgebaut und in der Folge zog das Büro nach Glücksburg um. 2010 erfolgte als vorerst letzte Maßnahme die Grundrenovierung, Modernisierung und Erweiterung des Clubhauses. 2016 fand zwischen Ende April und Oktober Abbruch und Neubau der Bootshallen auf dem Clubgelände statt.

## Regattasegeln

### Wiederkehrende offene Regatten nach Handicap-Verfahren
- 1890–1898 interne Wettfahrten für Lust- und Fischerboote
- 1899–1914 Offene Wettfahrten nach DSV-Meßverfahren
- 1920–1939 Verbands- und Nordmarkwettfahrten, Nordmarkwochen FSC und SVF
- 1947 Regatta der Flensburger Segler
- 1948 Erstes Blaues Band der Flensburger Förde für die schnellste einheimische Einrumpf-Yacht nach gesegelter Zeit[8]
- 1948–1954 Wettfahrten auf der Flensburger Förde
- 1955–1972 Flensburger Woche
- 1968 Erstes Blau-Gelbes Band der Flensburger Förde für die schnellste auswärtige Einrumpf-Yacht nach gesegelter Zeit[9]
- 1965–1972 Light-Vessel Race
- ab 1973 jährlich Flensburger Fördewoche (im Herbst)[10]

### Wiederkehrende Regatten für Klassenboote
- 1973–1985 Flensburger Jollenregatten (Pokalregatten)
- ab 1979 Glücksburger Pokalregatten für Starboote, Drachen, Folkeboote, H-Boote, Jollen u. a.
- 1984 Goldpokal der Nordischen Folkeboote
- ab 1999 Mosquito-Cup der Optimist-Jollen
- ab 1995 Swan Baltic-Sea Challenge
- ab 2001 Robbe & Berking Sterling Cup, Regatten der Meter-Klassen
- ab 2002 Culix-Cup der 420er Jollen, der 29er Jollen und Int. 14-Footer

### Segel-Bundesliga
Der FSC gehört zu den 17 Gründungsmitgliedern der Segel-Bundesliga am 7. April 2013 in Hamburg. Nach dem Abstieg aus der 1. Liga in die 2. Liga im Jahr 2017 erfolgte 2018 der Rückaufstieg in die 1. Liga.
| Jahr | 1. Bundesliga | 2. Bundesliga |
| ---- | ------------- | ------------- |
| 2013 | 11            |               |
| 2014 | 10            |               |
| 2015 | 9             |               |
| 2016 | 15            |               |
| 2017 |               | 1             |
| 2018 | 11            |               |
| 2019 | 8             |               |
| 2020 | 9             |               |
| 2021 | 3             |               |
| 2022 | 14            |               |
| 2023 | 14            |               |
| 2024 | 18            |               |

Die Qualifikationsregatten fanden von 2014 bis 2019 vor Glücksburg auf der Flensburger Förde statt und wurden durch den Deutschen Hochseesportverband HANSA (DHH) und den Flensburger Segel-Club ausgerichtet.
Der FSC startete auch im Deutschen-Segel-Liga-Pokal (kurz DSL-Pokal), der 2017 als parallele Veranstaltung zu den zwei Bundes-Ligen sowie als Qualifikation zur Zweiten Liga ins Leben gerufen wurde. Im Gründungsjahr 2017 und in den Jahren 2019, 2021 und 2022 stellte der FSC neben dem Senioren-Team auch ein Junioren-Team.
| Jahr | Senioren-Team   | Junioren-Team | Teilnehmerzahl |
| ---- | --------------- | ------------- | -------------- |
| 2017 | 1               | 6             | 30             |
| 2018 | 15              |               | 24             |
| 2019 | 7               | 4             | 20             |
| 2020 | 3               |               | 16             |
| 2021 | 7               | 11            | 20             |
| 2022 | 4               | 3             | 20             |
| 2023 | keine Teilnahme |               | 15             |

Der FSC ist seit 2017 mit seinem Junioren-Team auch in der Deutschen Junioren Segel-Liga vertreten. Diese Liga orientiert sich an ihrem großen Bruder, der Deutschen Segel-Bundesliga. Sie ist die Liga für den Vereins-Nachwuchs und bietet eine attraktive und alternative Perspektive für talentierte Regattasegler.
| Jahr | Junioren-Team           | Teilnehmerzahl |
| ---- | ----------------------- | -------------- |
| 2017 | 11                      | 12             |
| 2018 | 5                       | 22             |
| 2019 | 2                       | 26             |
| 2020 | 12 (Team 1) 23 (Team 2) | 27             |
| 2021 | 10                      | 34             |

### Sailing Champions League
Der Flensburger Segel-Club konnte sich erstmals im Jahr 2021 für die Final-Regatten der Sailing Champions League in Porto Cervo (Costa Smeralda) qualifizieren. In einer Regattaserie von insgesamt 50 Rennen waren die besten 25 Segelvereine aus 14 europäischen Nationen in Kiel angetreten. Der Flensburger Segel-Club erreichte in dieser Qualifikation den zweiten Platz der 15 besten Vereine. Im Sailing-Champions-League-Finale beim in Porto Cervo beim Yacht Club Costa Smeralda (YCCS) wurde das Team des FSC punktgleich Dritter hinter dem Zweiten SV Kreuzlingen aus der Schweiz.

### One-Ton-Cup
Der One-Ton-Cup (OTC) war 1978 das segelsportliche Großereignis und der Höhepunkt der bisherigen Wettfahrtgeschichte des FSC. Aus vier Erdteilen kamen 36 Yachten nach Glücksburg zum OTC. Sieger wurde die Yacht Tilsalg aus dem FSC mit dem Skipper und FSC-Mitglied Klaus Lange.

## Fahrtensegeln
Eine ansehnliche Zahl von Yachten unter dem Stander des FSC hat weite Ziele westwärts der jütländischen Halbinsel besucht, sei es, um an großen Regatten in anderen Ländern und anderen Kontinenten teilzunehmen oder als eigentliches, zweckfreies Segeln in fremden Revieren.

## Jugendabteilung
Am 20. Februar 1909 gründeten Schüler der beiden Flensburger Oberschulen den Flensburger-Modell-Segel Club (FMSC), der völlig unabhängig vom FSC bestand. Das Revier für die Wettfahrten mit Modellyachten waren die Bucht von Sandacker und die Munkmühlenbucht bei Randershof. 1921 erfolgte die Aufnahme in den FSC unter der Bezeichnung „Jugend Abteilung: Flensburger Modell-Segel-Club“. Seit 1954 ist die Jugendabteilung selbständig mit einer eigenen Satzung und eigenem Vorstand. Rund 150 Jugendliche bilden heute die Jugendabteilung, die von einem hauptamtlichen Trainer und einem Zivildienstleistenden in der Ausbildung unterstützt werden.

## Vorsitzende des FSC
- 1890–1897 Heinrich Schuldt
- 1898–1905 Louis Meyer
- 1906–1921 Dr. Hermann Todsen
- 1922–1933 Herman Schuldt
- 1934–1936 Dr. Ludwig Gerber
- 1937–1939 Harry Wustrau
- 1940–1945 Otto Brink
- 1946–1949 Andreas Christiansen
- 1950 Otto Brink
- 1951–1970 Georg Christiansen
- 1971–1973 Fritz Vogler
- 1974–1990 Enno Brink
- 1991–1998 Dr. Rainer Burkert
- seit 1999 Jochen Frank

## Kommodore des FSC
- 1900 Herzog Friedrich Ferdinand von Schleswig-Holstein-Sonderburg-Glücksburg
- 1971 Georg Christiansen
- 1999 Enno Brink

Der Kommodore führt als äußeres Zeichen einen viereckig gezackten Doppelstander in den FSC-Farben im Masttopp seiner Yacht.

## Galerie

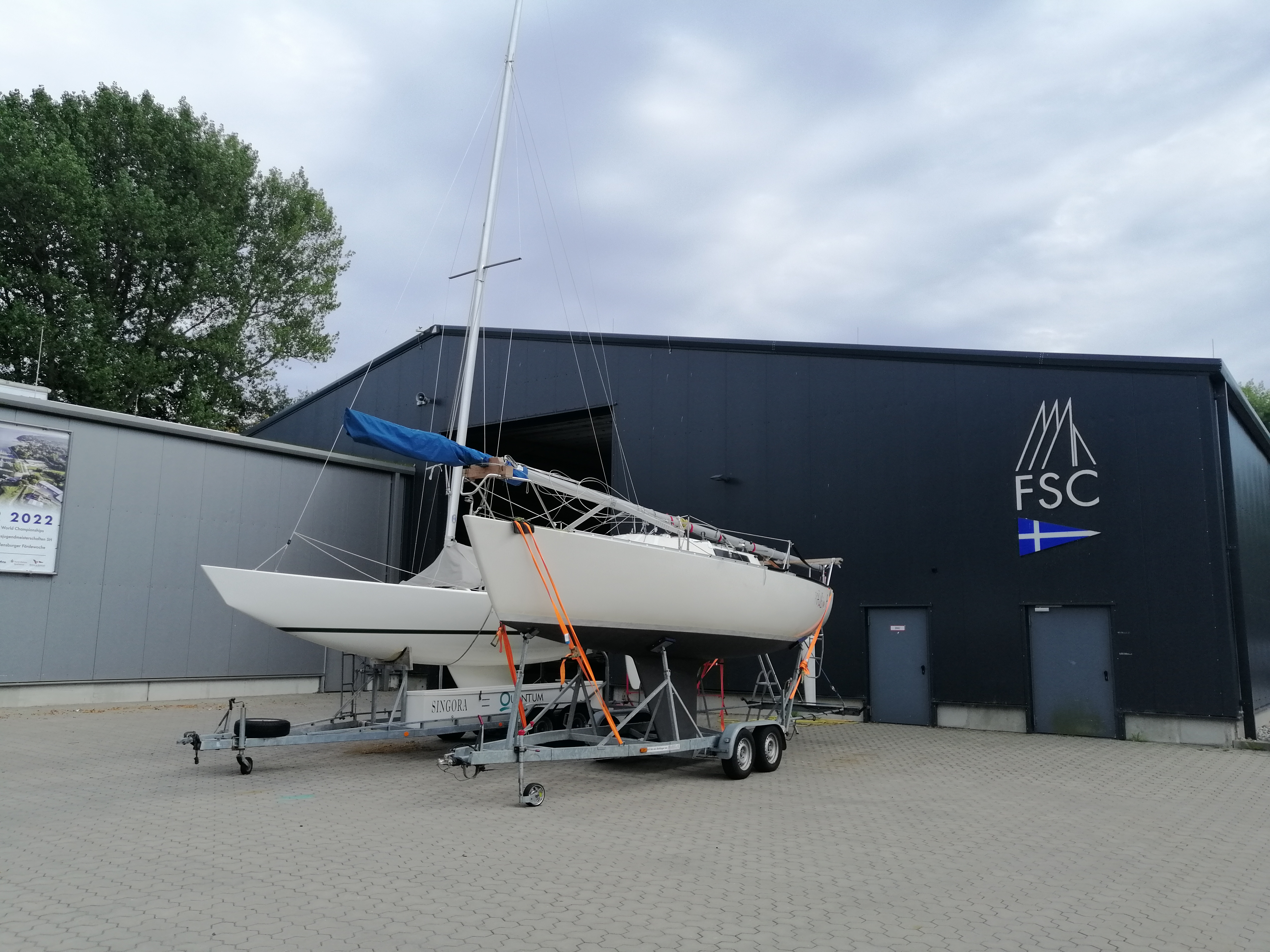
Bootshalle mit Trailern auf der Platte, Yachthafen Glücksburg, Quellental
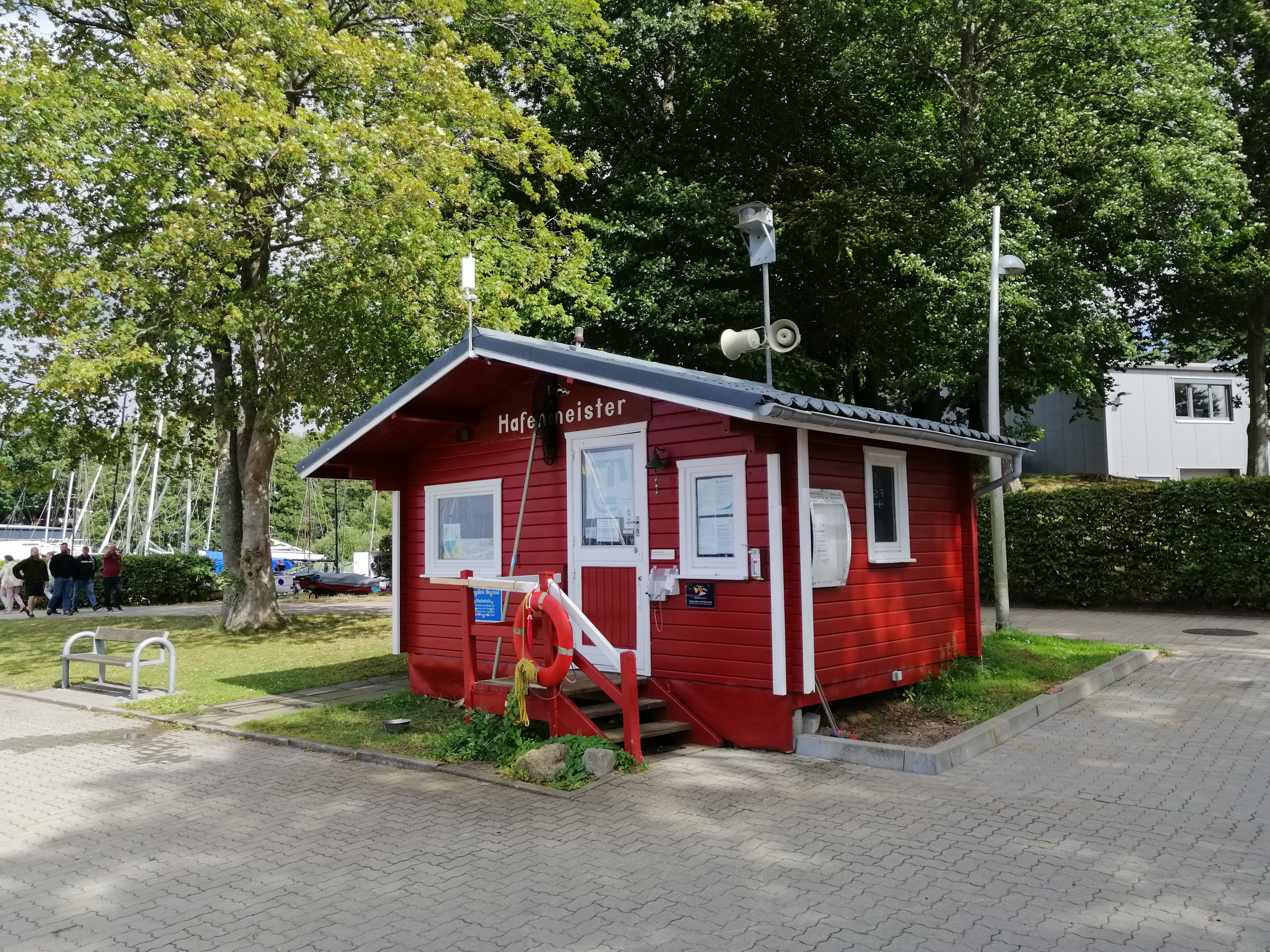
Hafenmeister, Yachthafen Glücksburg
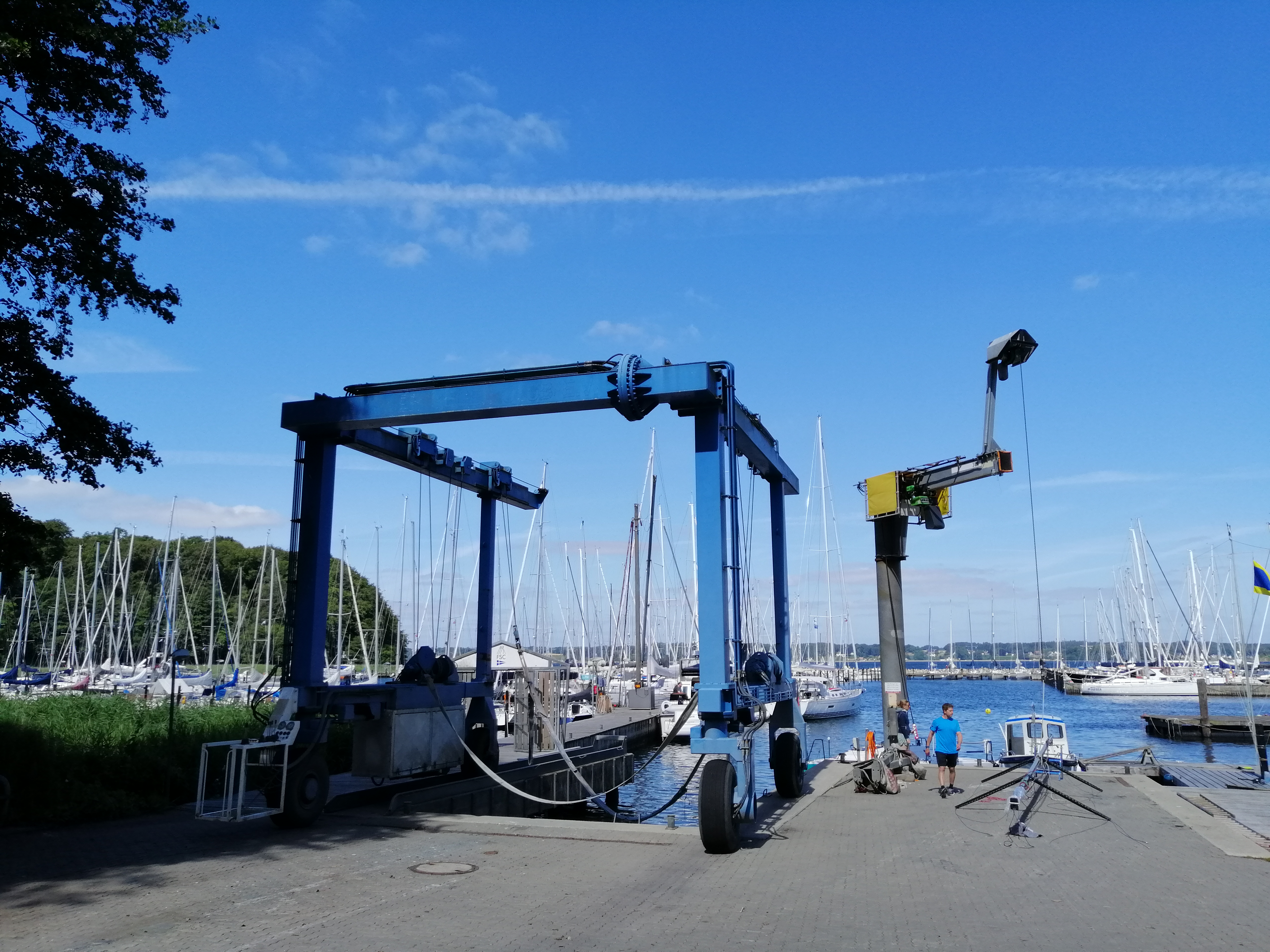
Travellift und Kran, Yachthafen Glücksburg
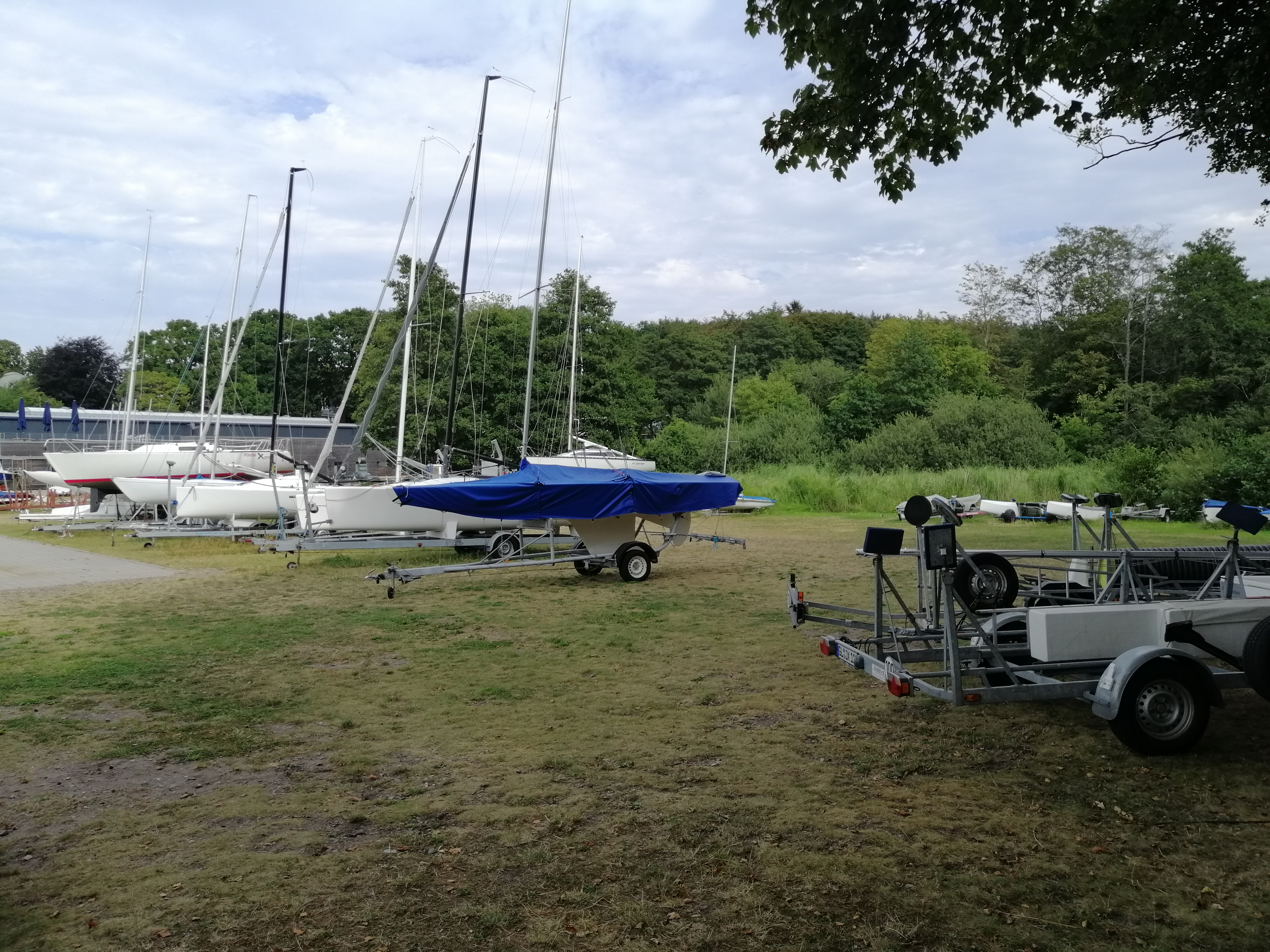
Trailerplatz, Jollenwiese Yachthafen Glücksburg
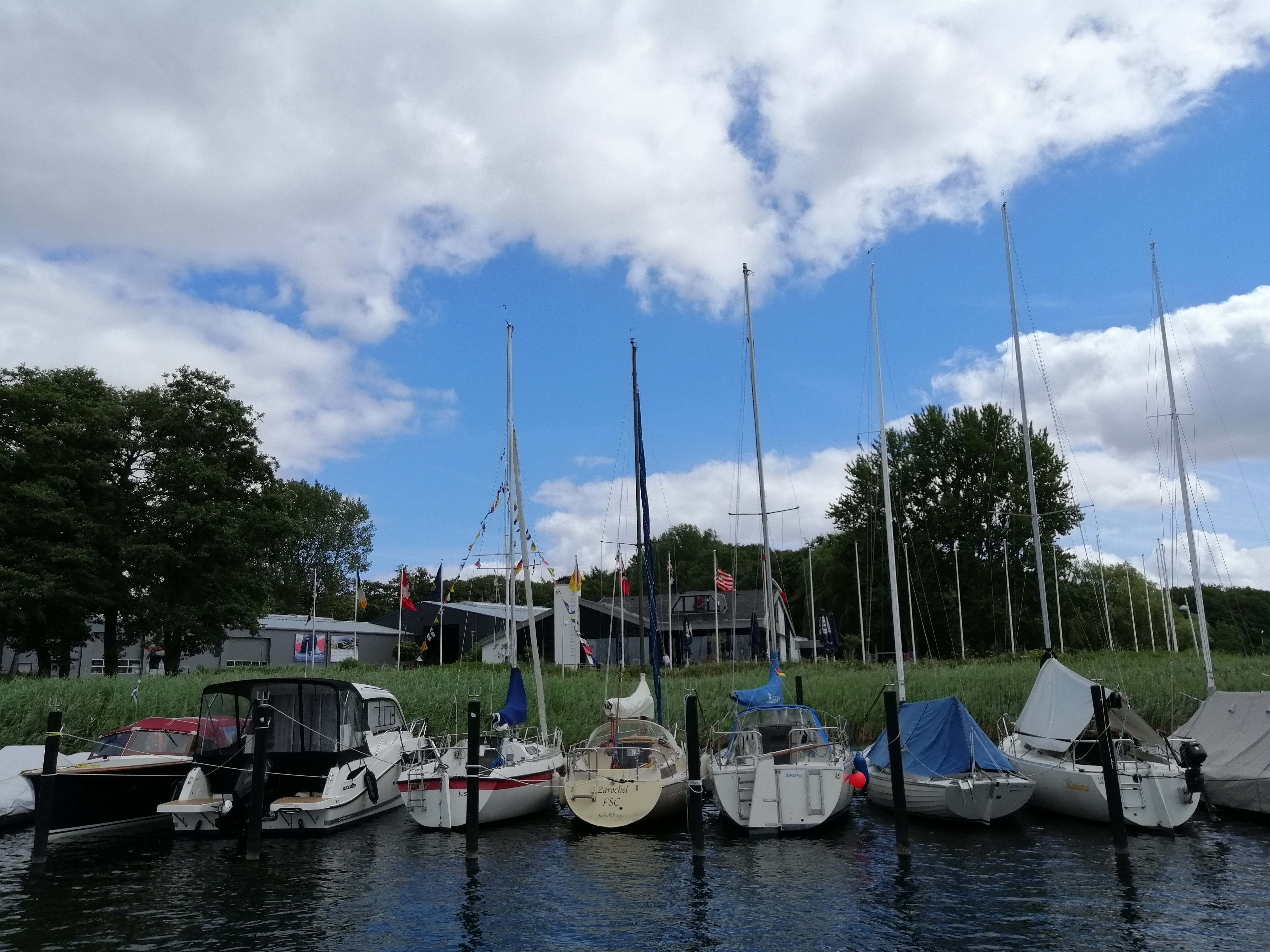
Clubhaus mit Schwimmsteg, Yachthafen Glücksburg
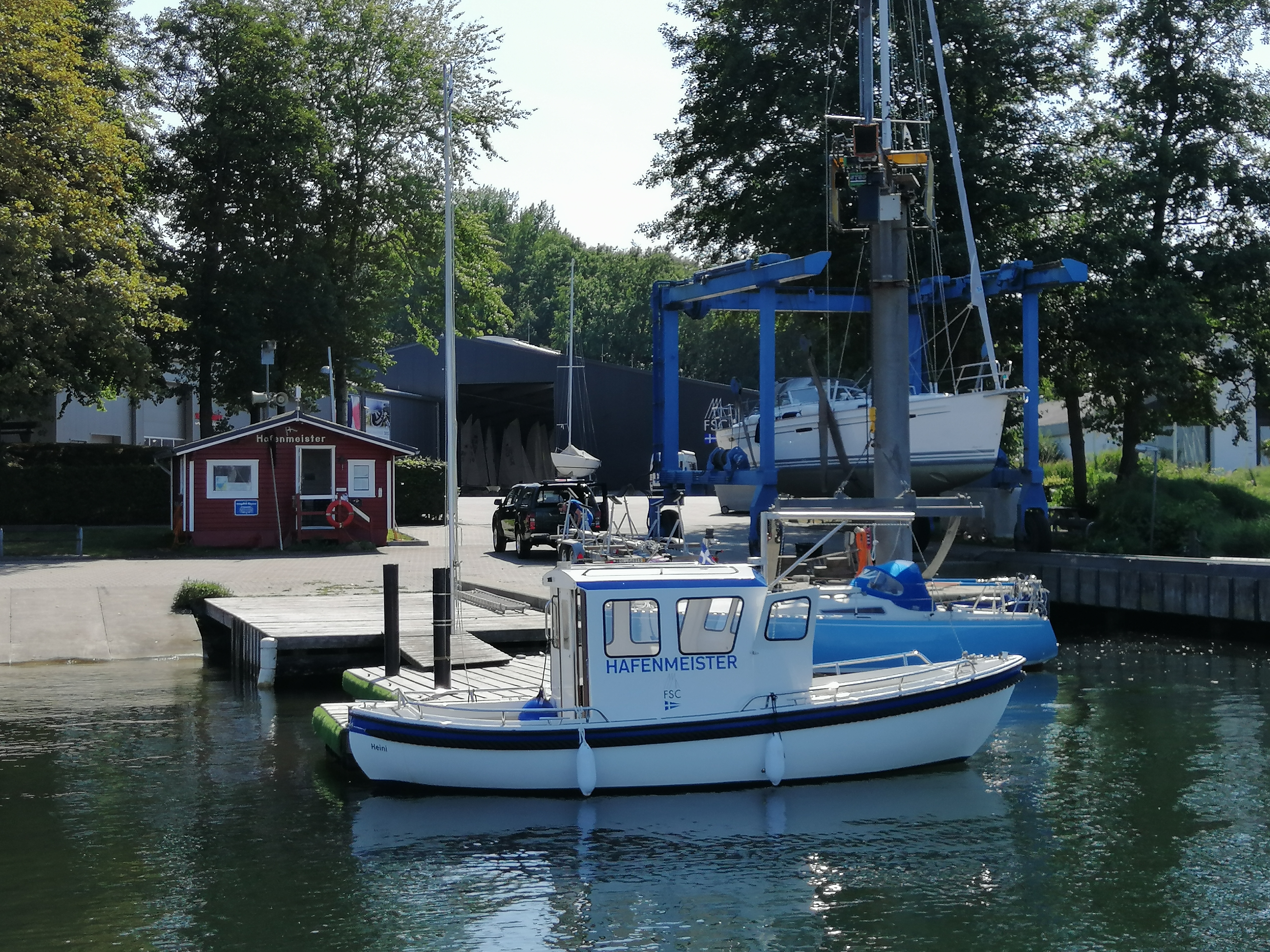
Hafenmeisterboot und Travellift